# Cyclosa cajamarca
Cyclosa cajamarca là một loài nhện trong họ Araneidae.
Loài này thuộc chi Cyclosa. Cyclosa cajamarca được Herbert Walter Levi miêu tả năm 1999.